# Ист Квоуг (Њујорк)
Ист Квоуг (енгл. East Quogue) насељено је место без административног статуса у америчкој савезној држави Њујорк.

## Демографија
По попису из 2010. године број становника је 4.757, што је 492 (11,5%) становника више него 2000. године.
| Група             | 2000.         | 2010.         |
| Белци             | 3.941 (92,4%) | 4.156 (87,4%) |
| Афроамериканци    | 30 (0,7%)     | 79 (1,7%)     |
| Азијати           | 30 (0,7%)     | 61 (1,3%)     |
| Хиспаноамериканци | 230 (5,4%)    | 425 (8,9%)    |
| Укупно            | 4.265         | 4.757         |